# Peter Milliken
Pour les articles homonymes, voir Milliken (homonymie).
Peter Andrew Stewart Milliken (né le 12 novembre 1946 à Kingston, Ontario) est un avocat et homme politique canadien. Il est député à la Chambre des communes du Canada de 1988 à 2011 et président de la Chambre des communes de 2001 à 2011. Il représente la circonscription ontarienne de Kingston et les Îles sous la bannière du Parti libéral du Canada. En tant que président de la Chambre des communes, il a droit au titre « L'honorable ».
Milliken est le cousin de John Matheson, un ancien député libéral connu pour son rôle important lors de l'adoption de l'unifolié comme drapeau du Canada.

## Biographie
Milliken naît à Kingston (Ontario) le 12 novembre 1946. Il est le descendant de loyalistes qui ont quitté les États-Unis d'Amérique après la révolution américaine. Il est titulaire d'un baccalauréat es arts en science politique et en économie de l'Université Queen's (1968), un baccalauréat es arts (1970) et une maîtrise en arts (1978) en philosophie du droit du Wadham College de l'Université d'Oxford au Royaume-Uni, ainsi qu'un baccalauréat en droit (1971) de l'Université Dalhousie. Il est actif en politique étudiante et sert pendant un an à titre de président de l'assemblée gouvernante des étudiants à Queen's. En 1967 et 1968, il travaille en tant qu'assistant du ministre fédéral George McIlraith.
Appelé au barreau de l'Ontario en 1973, Milliken est partenaire d'une firme d'avocat prestigieuse avant de se lancer en politique. Il enseigne également à temps partiel à la School of Business de l'Université Queen's de 1973 à 1981. Il devient l'un des gouverneurs de l'hôpital général de Kingston en 1977 et également un des administrateurs de l'Église unie de Chalmers. Grand amateur de musique classique, il a chanté avec les Pro Arte Singers et la chorale de l'Église unie de Chalmers ; il a également siégé au conseil d'administration de l'Orchestre symphonique de Kingston. En 2001, il reçoit un Bachelor of Laws honoris causa de l'Université d'État de New York à Potsdam (en). Il est membre honoraire du Collège militaire royal du Canada.
Milliken est actif depuis longtemps en politique : au cours des années 1980, il est président de l'association de circonscription libérale de Kingston et les Îles. À l'âge de 16 ans, il est abonné au Hansard de la Chambre des communes, et écrit un essai de thèse sur la période des questions. Contrairement à la plupart des députés, il connaît déjà très bien la procédure parlementaire au moment de sa première élection.

### Carrière politique

#### Député fédéral
Milliken remporte l'investiture libérale dans Kingston et les Îles en 1988 face à l'alderman local Alex Lampropoulos. Lors de l'élection fédérale canadienne de 1988, il défait la ministre progressiste-conservatrice Flora MacDonald par 2 712 voix. Le Parti progressiste-conservateur remporte l'élection et forme un gouvernement majoritaire. En 1989, Milliken devient critique libéral en matière de réforme électorale, critique associé aux aînés et whip pour l'est et le nord de l'Ontario. Peu après, il est nommé au comité parlementaire permanent sur les élections, les privilèges et les procédures. Lors de la course à la chefferie du Parti libéral en 1990, il appuie la candidature de Jean Chrétien.
Il est réélu sans difficulté lors de l'élection fédérale de 1993 ; le Parti libéral remporte la victoire et forme un gouvernement majoritaire et Milliken est nommé secrétaire parlementaire du leader du gouvernement en Chambre en décembre 1993. Il devient également président du Comité sur la procédure et les affaires de la chambre. Milliken est un des principaux candidats au poste de président de la Chambre des communes en janvier 1994, mais c'est Gilbert Parent qui est élu.
Milliken appuie John Gerretsen, également natif de Kingston, lors du congrès d'investiture du Parti libéral de l'Ontario en 1996 ; il se rallie au camp de l'éventuel gagnant, Dalton McGuinty, après l'élimination de Gerretsen au deuxième tour de scrutin. La même année, Milliken introduit, avec le député libéral John Godgrey, le projet de loi Godfrey-Milliken, une réponse satirique à la loi Helms-Burton américaine. Ce projet de loi, qui aurait permis aux descendants des loyalistes de réclamer une compensation pour les terres saisies lors de la révolution américaine, a été écrit en réponse aux clauses contenues dans la loi Helms-Burton qui cherchait à punir les compagnies canadiennes qui tiraient profit de terres nationalisés par le gouvernement de Fidel Castro à Cuba. Godfrey et Milliken donnent une présentation de vingt minutes sur leur projet de loi à Washington au début de 1997 et sont accueillis par des applaudissements chaleureux par les opposants de Helms-Burton.
Milliken est réélu pour un troisième mandat lors de l'élection de 1997 et devient vice-président de la Chambre des communes dans la législature suivante.

#### Président de la Chambre des communes
Milliken est élu président de la Chambre des communes en janvier 2001, après 5 tours de scrutin lors d'un vote secret de tous les députés tenu lors de la première séance de la législature suivant l'élection fédérale canadienne de 2000. Il est complimenté pour ses décisions, considérés comme très équitables, autant par les députés du gouvernement que par les députés de l'opposition. Il apporte également une certaine vie à la présidence en faisant connaître ses verdicts et ses commentaires avec un certain sens de l'humour sarcastique. En 2004, il est réélu à l'unanimité par les députés pour un cinquième mandat.
En 2005, Milliken empêche le déclenchement d'élections fédérales anticipées en brisant l'égalité lors du vote en deuxième lecture sur le projet de loi C-48 ; puisque le projet de loi est un amendement au budget fédéral, il s'agit d'un vote de confiance. Le résultat est 152 pour et 152 contre avant son vote, et il vote en faveur du projet de loi. Le président ne vote qu'en cas d'égalité des voix, et il doit voter de façon à continuer les débats (dans ce cas, cela veut dire qu'il devait voter en faveur de C-48 pour permettre un troisième lecture). C'est la première fois qu'un président utilise son vote sur une question de confiance.
Milliken est réélu dans sa circonscription pour une sixième fois consécutive lors de l'élection fédérale de 2006. L'élection est remportée par le Parti conservateur, qui forme un gouvernement minoritaire. Même si son parti n'est plus au pouvoir, il est réélu au poste de président de la Chambre des communes pour la 39e législature le 3 avril 2006, remportant la victoire face aux libéraux Diane Marleau et Marcel Proulx lors du premier tour de vote. Avec cette réélection, il devient seulement le deuxième président choisi dans les rangs de l'opposition dans l'histoire de la Chambre des communes (l'autre était James Jerome (en)). 
Au total, Milliken a utilisé son vote pour briser une égalité des voix à trois reprises, plus que tout autre président de l'histoire du Canada.

### Source
- (en) Cet article est partiellement ou en totalité issu de l’article de Wikipédia en anglais intitulé « Peter Milliken » (voir la liste des auteurs).